# Larve (Maske)

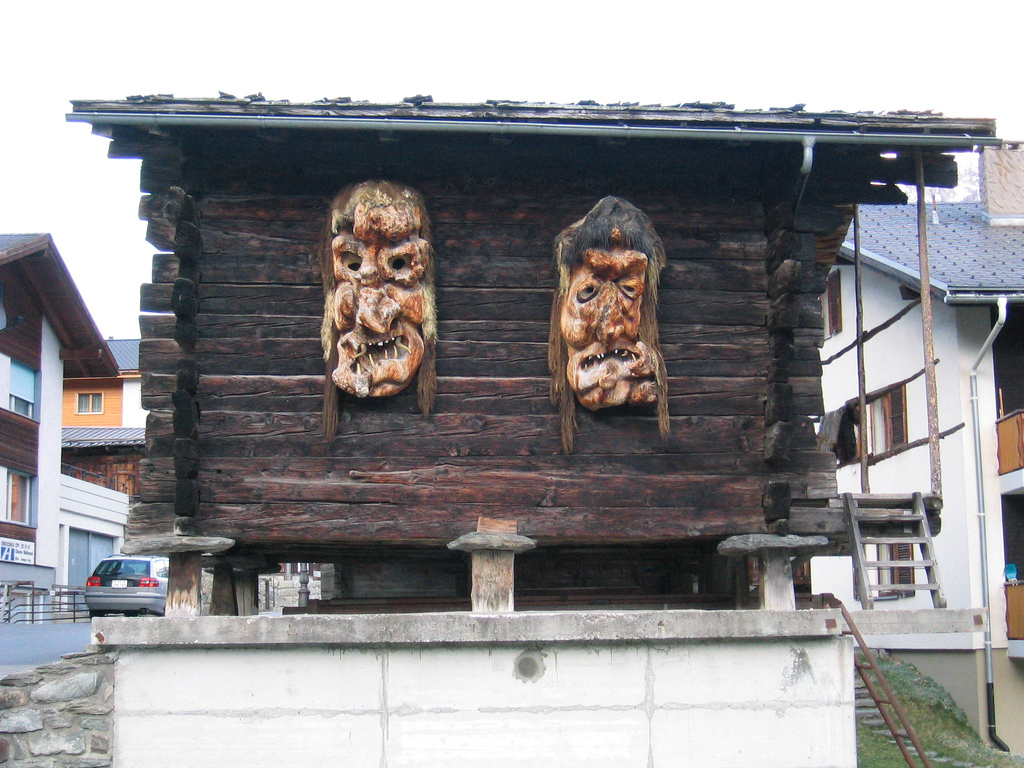
Tschäggäta-Larven im Schweizer Lötschental

Die Larve (aus lateinisch larva „Gespenst“) oder Scheme (von althochdeutsch scema, „hölzerne Maske“) bezeichnet in Österreich, der deutschsprachigen Schweiz, im süddeutschen Raum und in der Oberlausitz eine oft aus Holz oder kaschiertem Papier gefertigte Maske, die zur Fastnacht getragen wird.
In der Theaterwissenschaft wird als Larve auch die von einem Darsteller auf dem Gesicht getragene Maske bezeichnet, beispielsweise die im japanischen Nō-Theater zur Darstellung des Tengu verwendete Ō-beshimi (大癋見).
Abgeleitet von der Larve ist der Begriff des „Entlarvens“, welcher ursprünglich eine Metapher für das Demaskieren war.

## Bedeutung
Im übertragenen Sinn bezeichnet man mit dem Wort „Larve“ die Verstellung eines Menschen, der seine bösen Pläne verbergen will; daher auch der Ausdruck: einen Verbrecher „entlarven“. „Maske“ hingegen wird bei jeder Art Verstellung gebraucht, auch bei der, die gute Absichten verbergen soll. 

„Jetzt zeigt ihr euer wahres Gesicht, bis jetzt war’s nur die Larve.“

Doch bereits vor Friedrich Schiller taucht im Universal-Lexicon Aller Wissenschafften und Künste das Wort Larve mit der Erklärung für „eine Decke oder falsches Gesicht, womit das Gesicht verstellet wird“ auf.
Des Weiteren bezeichnet man mit Larve eine Entwicklungsstufe von Insekten und Amphibien. Auch Totenmasken werden als Larven bezeichnet, wobei diese die tatsächlichen Gesichtszüge des Verstorbenen wiedergeben sollen.

## Die Basler Künstlerlarve

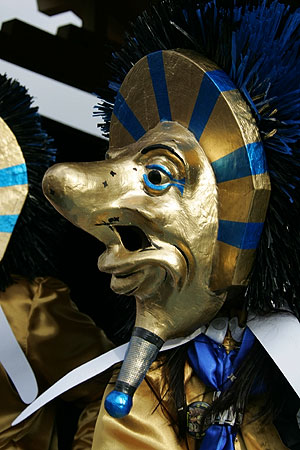
Themenbezogene Basler Waggislarve, ca. 2005

Einen eigenen Weg innerhalb des alemannischen Sprachraums ging die Basler Künstlerlarve. Bis zum Beginn des 20. Jahrhunderts wurde sie ähnlich oder gleich verwendet wie in den Fasnachtsbrauchtümern des Umlands. Dann entstand eher zufällig und aus der Not die erste Künstlerlarve. Dass daraus eine einzigartige Tradition wurde, liegt nicht zuletzt daran, dass in Basel eine Häufung von bildenden Künstlern bestand. Diese beteiligten sich aktiv an der Entwicklung der Basler Fasnachtslarve und nahmen starken Einfluss darauf.
Anders als im süddeutschen Raum ist die Basler Fasnachtslarve heute nicht nur wiederkehrende Verkleidung, sondern dient maßgeblich zur einmaligen Darstellung der Satire und Persiflage auf das politische und gesellschaftliche Leben – ein zentrales Sujet der Basler Fasnacht. Ursprünglich waren nur wenige Charakterfiguren etabliert – besonders häufig fanden sich darunter Pierrot und Harlekin aus der Commedia dell’arte sowie der regional verwurzelte „Blätzlibajass“, die baselspezifischen Figuren „Altfrank“, „Ueli“, „Dummpeter“, „Stänzler“, die „Alti Dante“ und der „Waggis“. Unter dem Einfluss von Medien wie Film, Fernsehen, Comic- und Fantasyliteratur wurde das Repertoire nach dem Zweiten Weltkrieg breit aufgefächert.
In Basel hat sich die Larve zu einem geschätzten kunsthandwerklichen Produkt entwickelt, das Jahr für Jahr eigens nur für eine Session hergestellt wird.

## Bemalung einer Rottweiler Larve

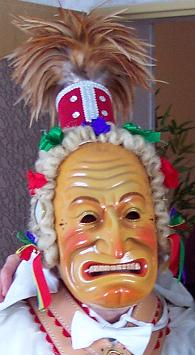
„Bisslarve“ aus Rottweil

In Rottweil werden Larven bei der dortigen Fasnet aus Lindenholz geschnitzt und anschließend bemalt („Fassung“ genannt). Der Fassmaler gibt der Skulptur oder Larve ihr eigentliches Aussehen und bestimmt dadurch ihren Charakter. Heute gibt es nur noch wenige Fassmaler, die alte Techniken, wie die Herstellung eines Kreidegrundes auf Tierleimbasis, das Auftragen eines Caseingrundes oder das Herstellen einer Eitemperafarbe beherrschen. Auch hier haben moderne Techniken mit vorgefertigten Malmitteln und Untergründen Einzug gehalten. „Neue“ Farben haben aber den Nachteil, dass sie in der Verarbeitungsdauer sehr kurz sind und somit keine fließenden Übergänge zulassen.
Das Wichtigste beim „Fassen“ ist der Untergrund beziehungsweise die Oberfläche der zu bearbeitenden Larve. Gewöhnlich bekommt man die Masken vom Schnitzer, doch müssen sie anschließend noch abgeschliffen und mit einer Leimtränke zur Isolierung eingelassen werden. Nach erneutem Abschleifen trägt man einen Kreidegrund aus Champagnerkreide, Chinakreide und Hasenleim auf, der, je nach Typ, mit Farbpigmenten versetzt ist. Nach der Trocknung wird der Grund wieder geschliffen. Dieser Vorgang wiederholt sich, bis der Kreidegrund eine saubere, saugende und durchgängig gute Oberfläche bildet.
Nach der Grundierung trägt man eine Polimentfarbe auf, die aus französischem gelben Poliment (Tonerde), Eiweiß und Hasenleim besteht. Nach dem Trocknen wird wieder fein geschliffen, bis ein durchgängiger Farbauftrag vorhanden ist. Mit einem feuchten Leinentuch werden eventuelle Unebenheiten ausgeglichen. Danach „frottiert“ man die Oberfläche und arbeitet mit einer Polimentbürste nach. Dieser Auftrag wird mit einer dünnen Schicht Schellack versiegelt.
Ölfarben werden anschließend mit Leinölfirnis vermischt und damit wird die Grundtönung der Larve angelegt. Eine Herausforderung stellen die Wangen und Grübchen dar, die nicht zu dominant ausfallen sollten. Ein unverzichtbares Werkzeug hierfür ist der „Dachsvertreiber“ – ein Pinsel, der speziell für solche Arbeiten entwickelt worden ist. Er ermöglicht die Nass-in-Nass-Technik, mit der man weiche Übergänge erzielt. Man kann auch die Lasurtechnik verwenden, bei der nach jedem Trocknungsprozess wieder eine Schicht lasierend aufgetragen wird. Der Nachteil ist, dass man die Trocknungsphasen einbeziehen muss und die Übergänge nicht ganz so weich werden. Abschließend sollte das Fassmalerzeichen aufgemalt werden. Wenn die Ölfarbe getrocknet ist (etwa nach 14 Tagen) wird die Larve noch mit einem Schutzanstrich (meist Siegellack) versehen.